# Куртрон
Куртрон (фр. Courteron) насеље је и општина у североисточној Француској у региону Шампањ-Арден, у департману Об која припада префектури Троа.
По подацима из 2011. године у општини је живело 116 становника, а густина насељености је износила 11,23 становника/km². Општина се простире на површини од 10,33 km². Налази се на средњој надморској висини од 179 метара.

## Демографија
| 1962. | 1968. | 1975. | 1982. | 1990. | 1999. | 2011. |
| ----- | ----- | ----- | ----- | ----- | ----- | ----- |
| 143   | 154   | 130   | 149   | 149   | 136   | 116   |

График промене броја становника у току последњих година